# 京都市立洛央小学校
京都市立洛央小学校（きょうとしりつ らくおうしょうがっこう）は、京都府京都市下京区仏光寺通東洞院東入仏光寺西町にある公立小学校。

## 概要
京都市都心部の人口減少に伴い、7つの小学校が統合されて開校した。母体となった旧7校は、いずれも明治時代初期の番組小学校まで遡る長い歴史を有する。当校は母体校のひとつ、京都市立豊園小学校のほぼ跡地に建てられている。
京都市内の小学校統合に伴う新校舎は初めてで、1994年（平成6年）9月の新学期から使用される。
7校もの統合だったため、概ね北は四条通、南は五条通、東は鴨川、西は堀川通を境とする広範囲の校区となった。2024年度現在、19学級、児童数約600名を有する。
新築された地上4階・地下1階建校舎は、普通教室に通路側壁を設けずオープンスペースへ誘う構造など、開放的な造りとなっている。校庭は人工芝。

### 母体校
- [京都市立格致小学校]（下京第8番組小学校）
- [京都市立豊園小学校]（下京第10番組小学校）
- [京都市立開智小学校]（下京第11番組小学校）
- [京都市立修徳小学校]（下京第14番組小学校）
- [京都市立有隣小学校]（下京第15番組小学校）
- [京都市立永松小学校] (下京第12番組小学校)
- [京都市立成徳小学校] (後に成徳中学校になり、洛央小に統合される)

## 沿革
- 1991年（平成3年）5月15日 - 京都市教育委員会で小学校統合・新設校設置が受理される。
- 1991年（平成3年）7月19日 - 新設校名を「京都市立洛央小学校」に決定。
- 1992年（平成4年）3月31日 - 格致・豊園・開智・修徳・有隣・永松・成徳の7小中学校が閉校。
- 1992年（平成4年）4月1日 - 京都市立洛央小学校が開校。当初はこれまで旧有隣小学校跡地で授業を行った。
- 1994年（平成6年）8月29日 - 新校舎竣工式を挙行。

統合の詳細は学校統合を参照。

## 周辺
南側で仏光寺通に面している。
- 佛光寺
- 神明神社
- 京都東洞院仏光寺郵便局
- ホテル日航プリンセス京都

## アクセス
- 阪急烏丸駅・京都市営地下鉄四条駅から南東へ200m
- 京都市営バス 四条烏丸停留所または四条高倉停留所から南東へ200m